# کوین مک‌هیل (بازیگر)
کوین مک‌هیل (انگلیسی: Kevin McHale؛ زاده ۱۴ ژوئن ۱۹۸۸) یک خواننده، و هنرپیشه اهل ایالات متحده آمریکا است. وی از سال ۲۰۰۵ میلادی تاکنون مشغول فعالیت بوده‌است.
از فیلم‌های معروف او می‌توان به بازی در فیلم بویچویر و گلی اشاره کرد. وی علناً همجنس‌گراست.